# بروميد النيوبيوم الخماسي
بروميد النيوبيوم الخماسي (أو خماسي بروميد النيوبيوم) هو مركب كيميائي لاعضوي صيغته NbBr5، ويوجد على هيئة صلب بلوري أسود.

## التحضير
يحضر هذا المركب من التفاعل المباشر بين عنصري النيوبيوم والبروم:
{\displaystyle {\ce {2 Nb + 5 Br2 -> 2NbBr5}}}

## الخواص
يوجد المركب في الشروط القياسية على هيئة مسحوق بلوري أسود. تتكون بنيته من ثنائي وحدات مع وجود ربيطة جسرية من ذرتي بروم بين ذرتي النيوبيوم.